# Động vật hiến tế

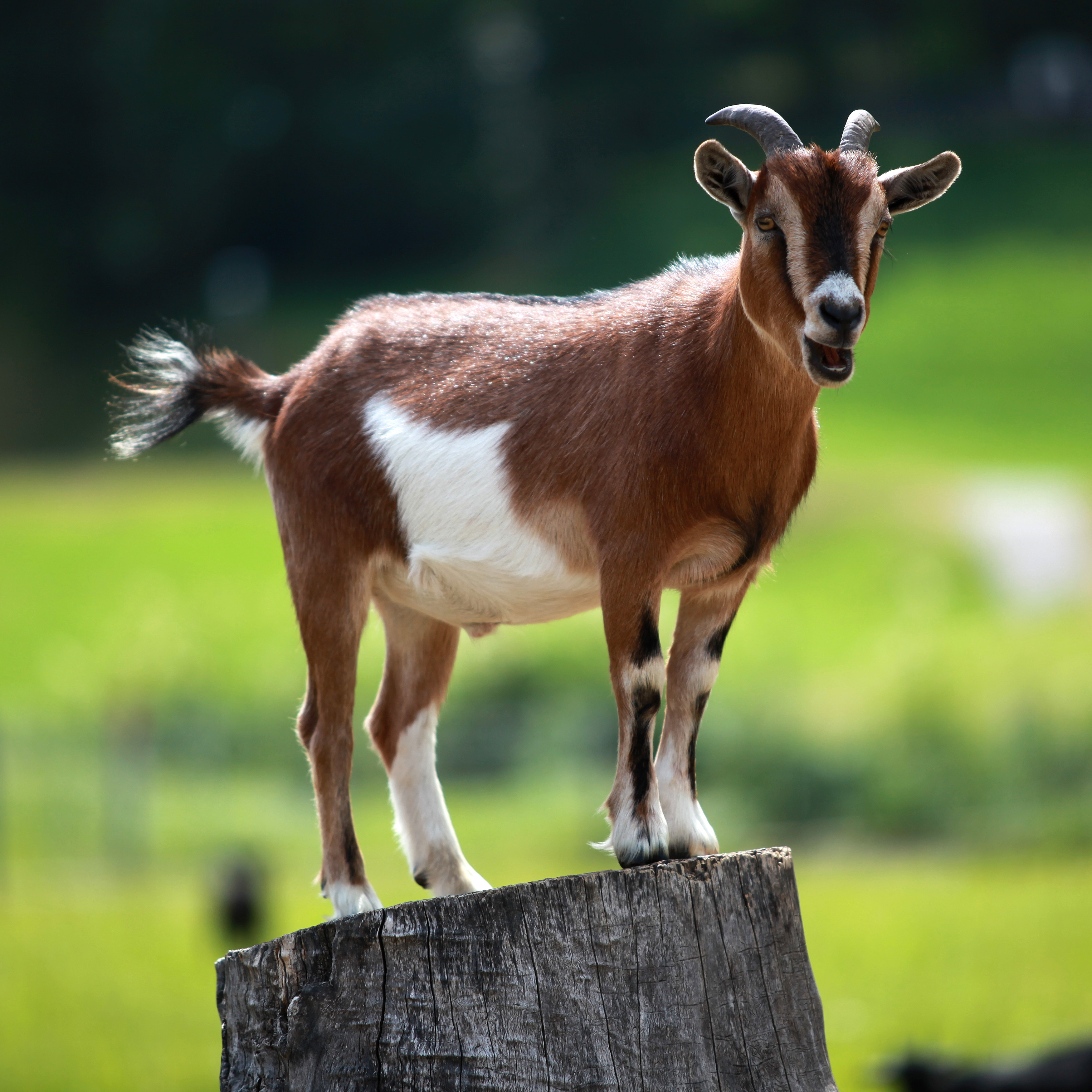
Dê nhà là động vật hiến tế phổ biến, chúng được biết đến với tên gọi "con dê tế thần"

Động vật hiến tế hay hiến tế động vật là việc giết chết theo những nghi lễ để dâng một con vật (toàn phần hay một phần) để tạ tội, cầu an, cầu xin phước lành với một vị thần hoặc đấng tối cao, đấng ơn trên theo một nghi thức nhất định. Hình thức hiến tế động vật được thực hiện trong nhiều tôn giáo và tín ngưỡng trên thế giới. Các con vật được chọn làm vật hiến tế thông thường là các loài vật nuôi như dê, cừu, gà (gà cúng), bò, ngựa, lợn. Tất cả hoặc một phần của một con vật hiến tế có thể được dâng cúng, đặc biệt là trong bối cảnh giết mổ theo nghi lễ.

## Các tôn giáo

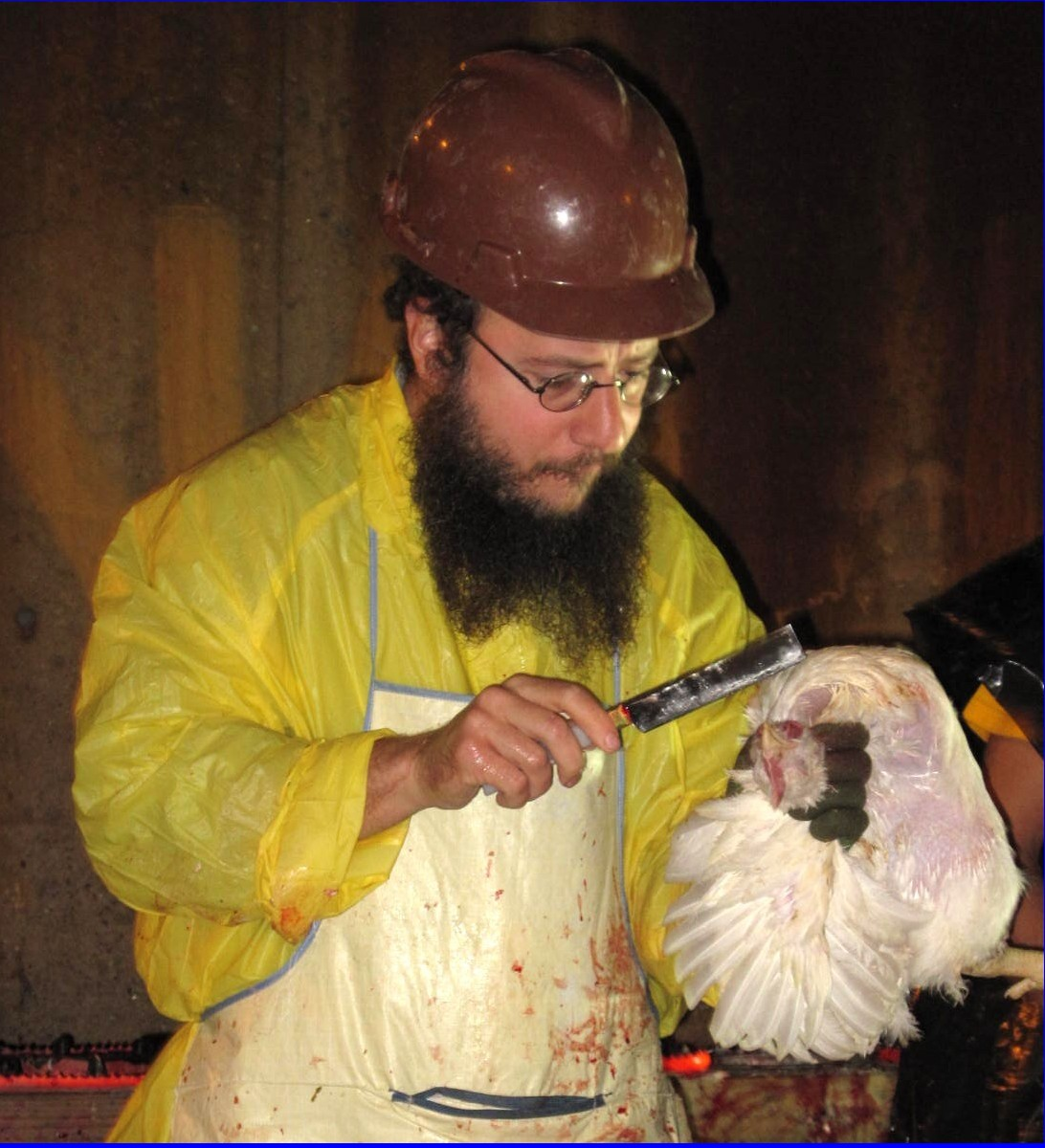
Sư phụ người Do Thái giết mổ gà cúng bằng cách cắt cổ chú gà

Hiến tế động vật đã được tiến hành trong thời cổ đại ở Ấn Độ. Trong kinh Hindu, bao gồm cả các sách Gita, và Puranas nói về cấm vật hiến tế. Tại Ấn Độ, nghi lễ vật hiến tế được áp dụng ở nhiều ngôi làng trước vị thần địa phương hoặc sự mạnh mẽ và đáng sợ của quỷ thần. Trong hình thức này để thờ cúng thì động vật, thường là dê, được chặt đầu và máu chúng được dâng lên cho vị thần này. Mỗi năm, các loài động vật như dê, gia cầm (gà cúng) phải giết tế trước các vị thần vào dịp năm Yatra/Jatra (lễ hội) cô được tổ chức trong tháng Aswina (tháng chín và tháng mười).
Người Hồi giáo thì tham gia vào lễ Hajj (hành hương) có nghĩa vụ phải hiến tế một con cừu hoặc một con dê, hoặc tham gia với những người khác đã hy sinh một con bò hoặc một con lạc đà trong việc cử hành lễ Eid al-Adha. Người Hồi giáo khác không phải trên thực hiện lễ Hajj đến thánh địa Mecca cũng được khuyến khích tham gia vào sự hiến tế này để chia sẻ trong sự thiêng liêng của dịp Lễ này. Điều này được hiểu như là một biểu tượng về sự hy sinh của Abraham ở vị trí của con trai ông. Thịt từ dịp Lễ tế này được chia thành ba phần:
- Để tự nuôi dưỡng cho bản thân mình
- Đối với phân phát cho những người bạn, gia đình và hàng xóm, và
- Tổ chức làm từ thiện cho người nghèo

Ở những dịp Lễ khác, nơi các con chiên hiến tế bao gồm các lễ kỷ niệm ngày sinh của một đứa trẻ, đạt được công đoạn cuối cùng của việc xây dựng một ngôi nhà, việc mua lại của một loại hàng hóa có giá trị mà như một món hời, và thậm chí cả các chuyến viếng thăm của một vị khách thân yêu hay đáng tôn kính. Đối với người Hồi giáo, sự hy sinh của con chiên (con dê hoặc cừu) đã và đang kết hợp với lễ kỷ niệm, ngày lễ, sự rộng lượng, và việc tìm kiếm những phước lành.

## Do Thái giáo

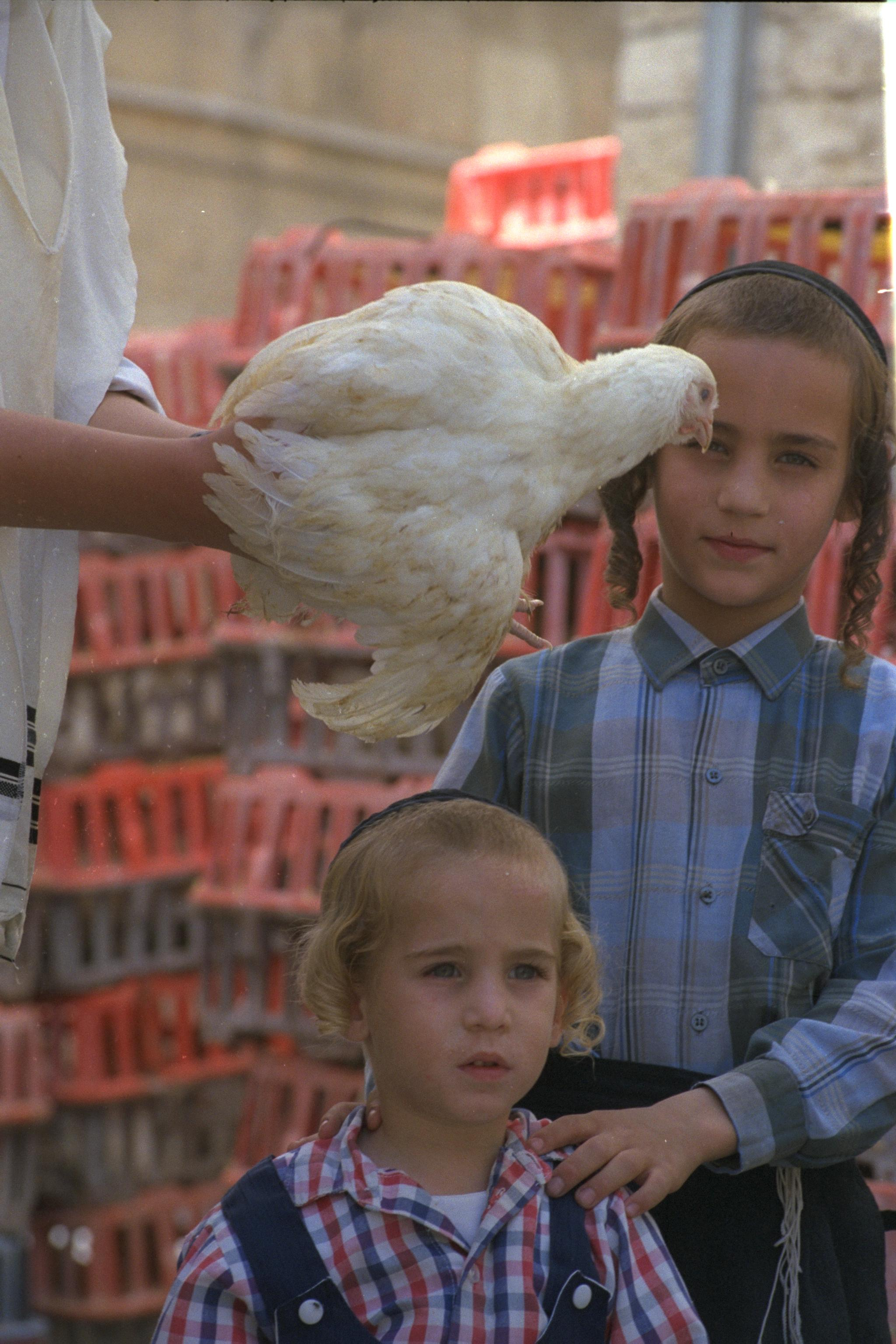
Một con gà cúng của người Do Thái (Kaparot)

Trong Do thái giáo, Qorban là bất kỳ của một loạt các con vật cúng tế được mô tả trong Torah. Các tập quán phổ biến nhất là vật hiến tế (zevah זֶבַח). Một qorban là một vật tế thần, chẳng hạn như một con bò, cừu, dê, nai hay một con chim bồ câu đã shechita (nghi lễ giết mổ Do Thái). Đối với đạo Do Thái thì có tập tục hiến tế gà gọi là Kapparah (כפרה) là danh từ số ít của từ kapparot, nghĩa là sự chuộc tội và có nguồn gốc từ tiếng Hebrew k-p-r, có nghĩa là chuộc lỗi.
Vào buổi chiều tà trước ngày Lễ Đền Tội một người phải chuẩn bị một món hàng để tặng cho người nghèo để tiêu dùng tại bữa ăn trước ngày Lễ Đền Tội, người đó phải đọc hai đoạn văn Kinh Thánh là Psalms 107:17-20 và Job 33:23-24, và sau đó thì xoay món hàng từ thiện đó tức là con gà cúng trên đầu của người ta ba lần trong khi đọc kinh ba lần một kinh cầu nguyện ngắn. Món đồ để tặng cho người nghèo là con gà trống. Con gà trống bị cầm và xoay nhưng con gà ấy phải còn sống. Sau khi đã cúng con gà xong, thì người do thái đem con gà cúng ấy đến lò mổ gia súc.
Con gà cúng đó sẽ đạt tiêu chuẩn Kosher và được chém giết theo luật Shechita. Sau đó nó sẽ được trao cho các tổ chức từ thiện để tiêu thụ tại bữa ăn trước Lễ Đền Tội. Trong thời hiện đại, biến tướng của nghi lễ này được thực hiện với một con gà trống cho đàn ông và một con gà mái hày gà cái cho phụ nữ. Để tránh gà ỉa đái mất vệ sinh trong trường hợp hy hữu khi đang cúng gà mà chú gà cúng mắc ỉa quá không nhịn được rồi chú gà ỉa đái phọt cứt gà văng vãi lên đầu người đang cúng, thì người Do Thái bỏ con gà vào trong đồ đựng như hộp giấy, thùng căc tông, hay bọc ny lôn để giữ an toàn vệ sinh trong khi cúng gà. Kinh để cúng con gà được dịch là:
Đây là sự trao đổi của tôi, đây là sự thay thế cho tui, đây là sự chuộc tội của mình. Con gà đực (con gà cái) này sẽ phải chết, trong khi ta sẽ bước vào và tiếp tục một cuộc sống tốt đẹp lâu dài trường thọ và bình an hòa bình.

Việc thực hành gà cúng được đề cập đến lần đầu tiên bởi sư phụ Amram Gaon của học viện Sura ở Babylon năm 670 và sau đó là sư phụ Natronai ben Hilai cũng thuộc học viện Sura năm 853. Các học giả Do Thái vào thế kỷ thứ 9 giải thích rằng danh từ tiếng Hebrew גבר có nghĩa là "con người" và "con gà trống", một con gà đực có thể thay thế như là một chiếc lu đựng nước mang ý nghĩa tôn giáo và tâm linh để thay cho một người đàn ông. Một số người Do Thái cũng phản đối việc sử dụng gà cúng trên cơ sở tza'ar ba'alei chayim, là nguyên tắc cấm độc ác với động vật
Vào một buổi chiều tà trước ngày Lễ Đền Tội năm 2005, một số gà nuôi trong lồng đã bị bỏ rơi trong thời tiết mưa lạnh giá, đó những con gà cúng được chuẩn bị cho buổi lễ cúng gà ở Brooklyn, New York; một số gà đói và mất nước sau đó đã được cứu trợ bởi Hiệp hội Phòng chống khốn Khổ cho Động vật Hoa Kỳ.. 
Jacob Kalish, một nam giới người Do Thái chính thống đến từ Williamsburg, Brooklyn, đã bị buộc tội về hành động tàn nhẫn đối với động vật vì những cái chết đuối của 35 con gà cúng.
Để đối phó với các báo cáo về việc ngược đãi gà, các tổ chức quyền lợi động vật Do Thái bắt đầu thực hiện các công việc tuyên truyền cho công chúng chống lại việc cúng gà, đặc biệt là ở Israel. Tuy nhiên việc cúng gà dường như được bảo vệ theo hiến pháp là một hành động của Tự do tôn giáo ở Hoa Kỳ dựa trên quyết định Tối cao Pháp viện năm 1993 của Mỹ trong vụ việc Church of the Lukumi Babalu Aye v. City of Hialeah. Trong trường hợp đó, toà án đã bảo vệ quyền của Santería tuân thủ việc thực hiện nghi lễ sát sinh động vật, với thẩm phán Anthony Kennedy nêu rõ trong quyết định.

## Tham khảo

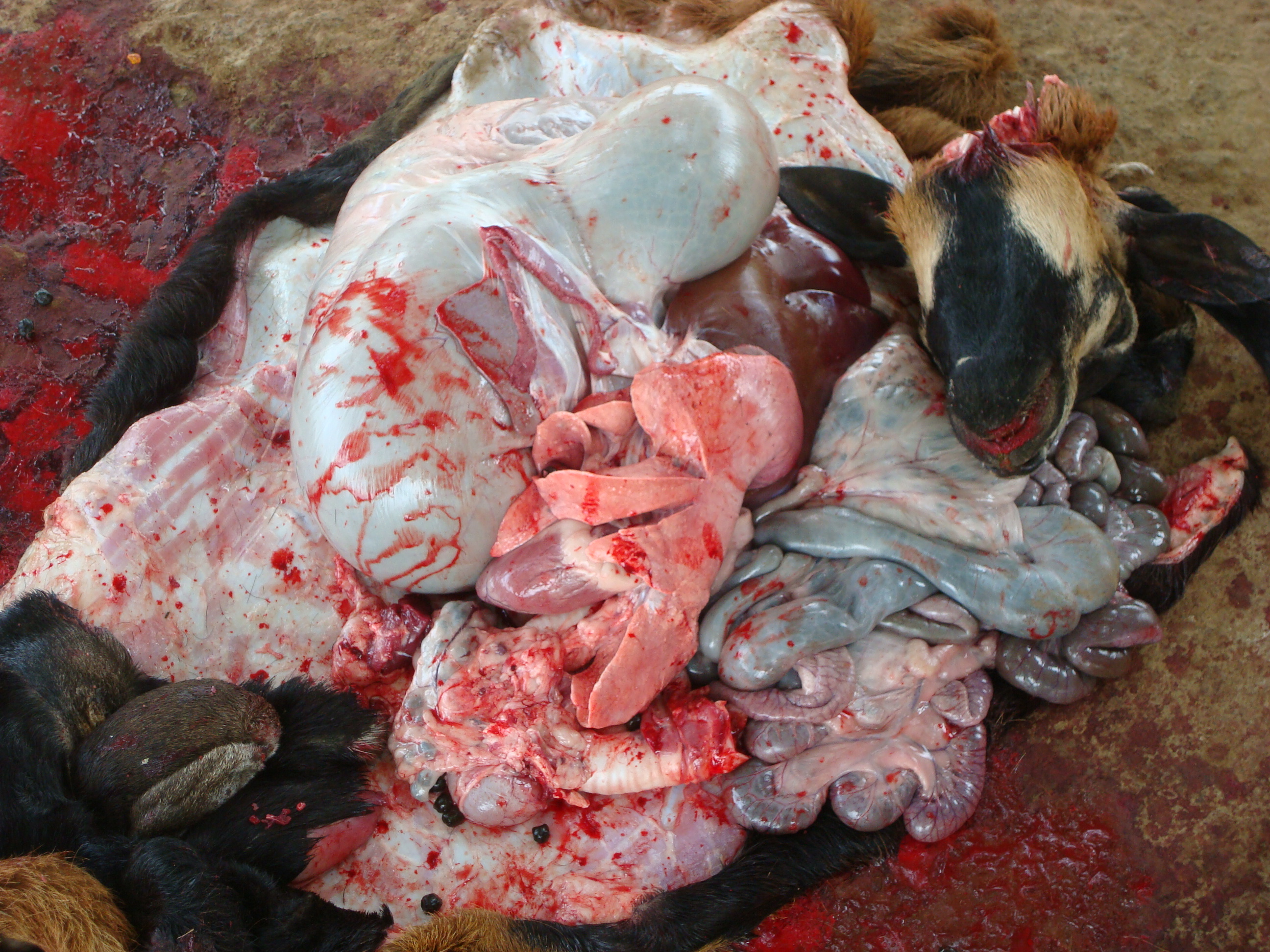
Một con dê được giết thịt để hiến tế